# Gare d'École-Valentin
La gare d'École-Valentin est une gare ferroviaire française de la ligne de Besançon-Viotte à Vesoul située sur le territoire de la commune d'École-Valentin dans le département du Doubs en région Bourgogne-Franche-Comté.
Mise en service en 2013, c'est une halte voyageurs de la Société nationale des chemins de fer français (SNCF) desservie par des trains express régionaux TER Bourgogne-Franche-Comté.

## Situation ferroviaire
Établie à 318 mètres d'altitude, la gare d'École-Valentin est située au point kilométrique (PK) 410,025 de la ligne de Besançon-Viotte à Vesoul, entre les gares de Besançon-Viotte et de Besançon Franche-Comté TGV.
Située sur une ligne à voie unique, c'est une gare d'évitement, avec une deuxième voie pour le croisement des trains.

## Histoire
En 2010, dans le cadre d'un réaménagement de la ligne il est prévu la création d'une halte dans la commune d'École-Valentin.
La halte est mise en service le 3 septembre 2013 par la Société nationale des chemins de fer français (SNCF). Elle dispose de deux voies et deux quais latéraux d'une longueur de 120 mètres, d'une passerelle équipée d'ascenseurs qui permet l'accès aux quais et de divers autres équipements, pour un coût de 7,3 millions d'euros. La desserte quotidienne prévue est de 16 TER dans chaque sens entre les gares de Besançon-Viotte et de Besançon Franche-Comté TGV.

## Fréquentation
La fréquentation de la gare est détaillée dans le tableau ci-dessous :
| Année     | 2015  | 2016  | 2017  | 2018  | 2019  | 2020  | 2021  | 2022  | 2023  | 2024   |
| --------- | ----- | ----- | ----- | ----- | ----- | ----- | ----- | ----- | ----- | ------ |
| Voyageurs | 7 012 | 6 236 | 6 386 | 5 684 | 6 069 | 3 854 | 5 038 | 8 658 | 9 153 | 11 457 |

## Service des voyageurs

### Accueil
Halte voyageurs SNCF, c'est un point d'arrêt non géré (PANG) à accès libre. Elle est équipée de deux quais avec abris.
Une passerelle équipée d'ascenseurs permet la traversée des voies et le passage d'un quai à l'autre.

### Desserte
École-Valentin est desservie par des trains TER Bourgogne-Franche-Comté de la relation Besançon-Viotte - Besançon Franche-Comté TGV.

### Intermodalité
Un parc pour les vélos et un parking pour les véhicules y sont aménagés.